# Nordansjön, Medelpad
Nordansjön är en sjö i Sundsvalls kommun i Medelpad och ingår i Indalsälvens huvudavrinningsområde. Sjön är 11,6 meter djup, har en yta på 1,03 kvadratkilometer och befinner sig 325 meter över havet. Sjön avvattnas av vattendraget Kvarnån (Näckån).

## Delavrinningsområde
Nordansjön ingår i det delavrinningsområde (697413-155915) som SMHI kallar för Utloppet av Nordansjön. Medelhöjden är 346 meter över havet och ytan är 4,85 kvadratkilometer. Räknas de 4 avrinningsområdena uppströms in blir den ackumulerade arean 23,05 kvadratkilometer. Kvarnån (Näckån) som avvattnar avrinningsområdet har biflödesordning 2, vilket innebär att vattnet flödar genom totalt 2 vattendrag innan det når havet efter 82 kilometer. Avrinningsområdet består mestadels av skog (76 procent). Avrinningsområdet har 1,03 kvadratkilometer vattenytor vilket ger det en sjöprocent på 21,2 procent.